# Danh sách cầu thủ tham dự giải vô địch bóng đá U-18 châu Âu 1990

## Bỉ
Huấn luyện viên:

## Anh
Huấn luyện viên:

## Hungary
Huấn luyện viên: Janos Ziegler
1 Gyorgy Elbert
2 Jozsef Szabados
3 Peter Lipcsei
4 Jozsef Csanyi
5 Gabor Greczi
6 Gabor Wendler
7 Attila Jezsek
8 Gabor Halmai
9 Attila Szabo
10 Zsolt Bencze
11 Zsolt Kasic
12 Ferenc Szilveszter
13 Balazs Beko
14 Tamas Szonyi
15 Gusztav Vajda
18 Janos Vamos

## Bồ Đào Nha
Huấn luyện viên:  Carlos Queiroz
| Số | Vt | Cầu thủ             | Ngày sinh (tuổi)            | Số trận | Câu lạc bộ        |
| -- | -- | ------------------- | --------------------------- | ------- | ----------------- |
| 1  | TM | Jorge Silva         | 13 tháng 1, 1972 (18 tuổi)  |         | FC Porto          |
| 2  | HV | Abel Xavier         | 30 tháng 11, 1972 (17 tuổi) |         | Estrela Amadora   |
| 3  | TĐ | Paulo Pilar         | 3 tháng 1, 1972 (18 tuổi)   |         | Sporting CP       |
| 4  | TV | Luís Figo           | 4 tháng 11, 1972 (17 tuổi)  |         | Sporting CP       |
| 5  | TV | Rui Costa           | 28 tháng 3, 1972 (18 tuổi)  |         | Benfica           |
| 6  | TV | João Oliveira Pinto | 3 tháng 8, 1971 (18 tuổi)   |         | Sporting CP       |
| 7  | HV | Álvaro Gregório     | 25 tháng 8, 1972 (17 tuổi)  |         | FC Porto          |
| 8  | TV | Rui Bento           | 14 tháng 1, 1972 (18 tuổi)  |         | Benfica           |
| 9  | TĐ | João V. Pinto       | 19 tháng 8, 1971 (18 tuổi)  |         | Atlético Madrid B |
| 10 | HV | Jorge Costa         | 14 tháng 10, 1971 (18 tuổi) |         | FC Porto          |
| 11 | TĐ | Toni                | 2 tháng 8, 1972 (17 tuổi)   |         | Porto             |
| 12 | TM | Fernando Brassard   | 11 tháng 4, 1972 (18 tuổi)  |         | Louletano         |
| 13 | HV | Luis Miguel         | 24 tháng 7, 1972 (18 tuổi)  |         | Rio Ave           |
| 14 | HV | Peixe               | 16 tháng 1, 1973 (17 tuổi)  |         | Sporting CP       |
| 15 | TĐ | Gil Gomes           | 2 tháng 12, 1972 (17 tuổi)  |         | Benfica           |
| 16 | HV | Paulo Torres        | 25 tháng 11, 1971 (18 tuổi) |         | Sporting CP       |

## Cộng hòa Ireland
Huấn luyện viên:
| Số | Vt | Cầu thủ          | Ngày sinh (tuổi)            | Số trận | Câu lạc bộ             |
| -- | -- | ---------------- | --------------------------- | ------- | ---------------------- |
| 1  | TM | John Connolly    | 28 tháng 12, 1971 (18 tuổi) |         | Cherry Orchard         |
| 2  | HV | David Collins    | 30 tháng 10, 1971 (18 tuổi) |         | Liverpool              |
| 3  | HV | Tommy Dunne      | 27 tháng 4, 1972 (18 tuổi)  |         | Home Farm              |
| 4  | HV | Paul McCarthy    | 4 tháng 8, 1971 (18 tuổi)   |         | Brighton & Hove Albion |
| 5  | HV | John Carroll     |                             |         |                        |
| 6  | TV | Roy Keane        | 10 tháng 8, 1971 (18 tuổi)  |         | Cobh Ramblers          |
| 7  | TV | Kieron Brady     | 27 tháng 9, 1971 (18 tuổi)  |         | Sunderland             |
| 8  | TV | Gary Fitzpatrick | 5 tháng 8, 1971 (18 tuổi)   |         | Leicester City         |
| 9  | TĐ | Lee Power        | 30 tháng 6, 1972 (18 tuổi)  |         | Norwich City           |
| 10 | TĐ | Barry O'Connor   | 17 tháng 6, 1972 (18 tuổi)  |         | Kildare County         |
| 11 | TV | Brian Byrne      | 23 tháng 3, 1972 (18 tuổi)  |         | Longford Town          |
| 12 | TĐ | Jason Byrne      |                             |         |                        |
| 13 | TV | Paul Byrne       | 30 tháng 6, 1972 (18 tuổi)  |         | Oxford United          |
| 14 | HV | Ken Gillard      | 30 tháng 4, 1972 (18 tuổi)  |         | Belvedere              |
| 15 | TV | Richard Purdy    | 12 tháng 3, 1972 (18 tuổi)  |         | Kildare County         |
| 16 | TM | Brian McKenna    | 30 tháng 1, 1972 (18 tuổi)  |         | St Patrick's Athletic  |

## Liên Xô
Huấn luyện viên:  Gennadi Kostylev
| Số | Vt | Cầu thủ            | Ngày sinh (tuổi)            | Số trận | Câu lạc bộ            |
| -- | -- | ------------------ | --------------------------- | ------- | --------------------- |
| 1  | TM | Oleksandr Pomazun  | 11 tháng 10, 1971 (18 tuổi) |         | Metalist Kharkiv      |
| 2  | HV | Yervand Krbachyan  | 1 tháng 10, 1971 (18 tuổi)  |         | Ararat Yerevan        |
| 3  | TV | Sergei Mandreko    | 1 tháng 8, 1971 (18 tuổi)   |         | Vakhsh Kourgan‑Tyube  |
| 4  | HV | Sergei Mamchur     | 3 tháng 2, 1972 (18 tuổi)   |         | Dnipro Dnipropetrovsk |
| 5  | HV | Valeri Minko       | 8 tháng 8, 1971 (18 tuổi)   |         | CSKA Moscow           |
| 6  | HV | Yevgeni Bushmanov  | 2 tháng 11, 1971 (18 tuổi)  |         | Spartak Moskva        |
| 7  | TV | Yevhen Pokhlebayev | 25 tháng 11, 1971 (18 tuổi) |         | Dnipro Dnipropetrovsk |
| 8  | TV | Serhiy Scherbakov  | 15 tháng 8, 1971 (18 tuổi)  |         | Shakhtar Donetsk      |
| 9  | TV | Aleksandr Grishin  | 18 tháng 11, 1971 (18 tuổi) |         | CSKA Moscow           |
| 10 | TĐ | Ruslan Lukin       | 11 tháng 11, 1971 (18 tuổi) |         | Dinamo Minsk          |
| 11 | TV | Volodymyr Sharan   | 18 tháng 9, 1971 (18 tuổi)  |         | Karpaty Lviv          |
| 12 | HV | Aleksei Guschin    | 21 tháng 10, 1971 (18 tuổi) |         | CSKA Moscow           |
| 13 | TV | Serhiy Kandaurov   | 2 tháng 2, 1972 (18 tuổi)   |         | Metalist Kharkiv      |
| 14 | HV | Tarlan Ahmadov     | 11 tháng 11, 1971 (18 tuổi) |         | Neftchi Baku          |
| 15 | HV | Andrey Shkurin     | 3 tháng 3, 1972 (18 tuổi)   |         | FShM Moscow           |
| 16 | TM | Andrei Novosadov   | 27 tháng 3, 1972 (18 tuổi)  |         | CSKA Moscow           |

## Tây Ban Nha
Huấn luyện viên:  Jesús María Pereda
| Số | Vt | Cầu thủ               | Ngày sinh (tuổi)            | Số trận | Câu lạc bộ          |
| -- | -- | --------------------- | --------------------------- | ------- | ------------------- |
| 1  | TM | Julio Iglesias        | 26 tháng 9, 1972 (17 tuổi)  |         | Barcelona           |
| 2  | HV | José Miguel Prieto    | 22 tháng 11, 1971 (18 tuổi) |         | Sevilla             |
| 3  | HV | Santi Cuesta          | 11 tháng 8, 1971 (18 tuổi)  |         | Valladolid          |
| 4  | HV | Juanlu                | 7 tháng 11, 1972 (17 tuổi)  |         | Betis               |
| 5  | HV | José Luis Gallardo    | 22 tháng 9, 1971 (18 tuổi)  |         | Hospitalet          |
| 6  | TV | Javi Delgado          | 3 tháng 7, 1972 (18 tuổi)   |         | Barcelona           |
| 7  | TĐ | Manolo                | 28 tháng 10, 1971 (18 tuổi) |         | Betis               |
| 8  | HV | Jesús Enrique Velasco | 16 tháng 1, 1972 (18 tuổi)  |         | Real Madrid         |
| 9  | TĐ | Alfonso Pérez         | 26 tháng 9, 1972 (17 tuổi)  |         | Real Madrid         |
| 10 | TĐ | Mauricio              | 9 tháng 10, 1971 (18 tuổi)  |         | Pontevedra          |
| 11 | TĐ | Ángel Cuéllar         | 13 tháng 9, 1972 (17 tuổi)  |         | Betis               |
| 12 | HV | Juan López Bravo      | 25 tháng 10, 1971 (18 tuổi) |         | Barcelona           |
| 13 | TM | José Luis             | 28 tháng 9, 1971 (18 tuổi)  |         | Betis               |
| 14 | TV | Blas Candela          | 10 tháng 1, 1972 (18 tuổi)  |         | Barcelona           |
| 15 | TV | Esteban Torre         | 3 tháng 9, 1971 (18 tuổi)   |         | Racing de Santander |
| 16 | TV | Luis Márquez          | 1 tháng 11, 1971 (18 tuổi)  |         | Betis               |

## Thụy Điển
Huấn luyện viên:
Bản mẫu:Giải vô địch bóng đá U-19 châu Âu